# Del Amor y Otros Demonios - Acto II
"Del Amor y Otros Demonios - Acto II" es la segunda parte de trilogía "Del Amor y Otros Demonios" del grupo de power metal sinfónico valenciano Opera Magna. Fue publicado en 2015. Es un EP de 5 canciones producido y mezclado por Enrique Mompó y Fernando Asensi.

## Lista de canciones
1. Rojo escarlata
2. Para siempre
3. Donde latía un corazón
4. Hijos de la tempestad
5. La trampa del tiempo

- Datos: Q30917994